# Corretjola de conradís

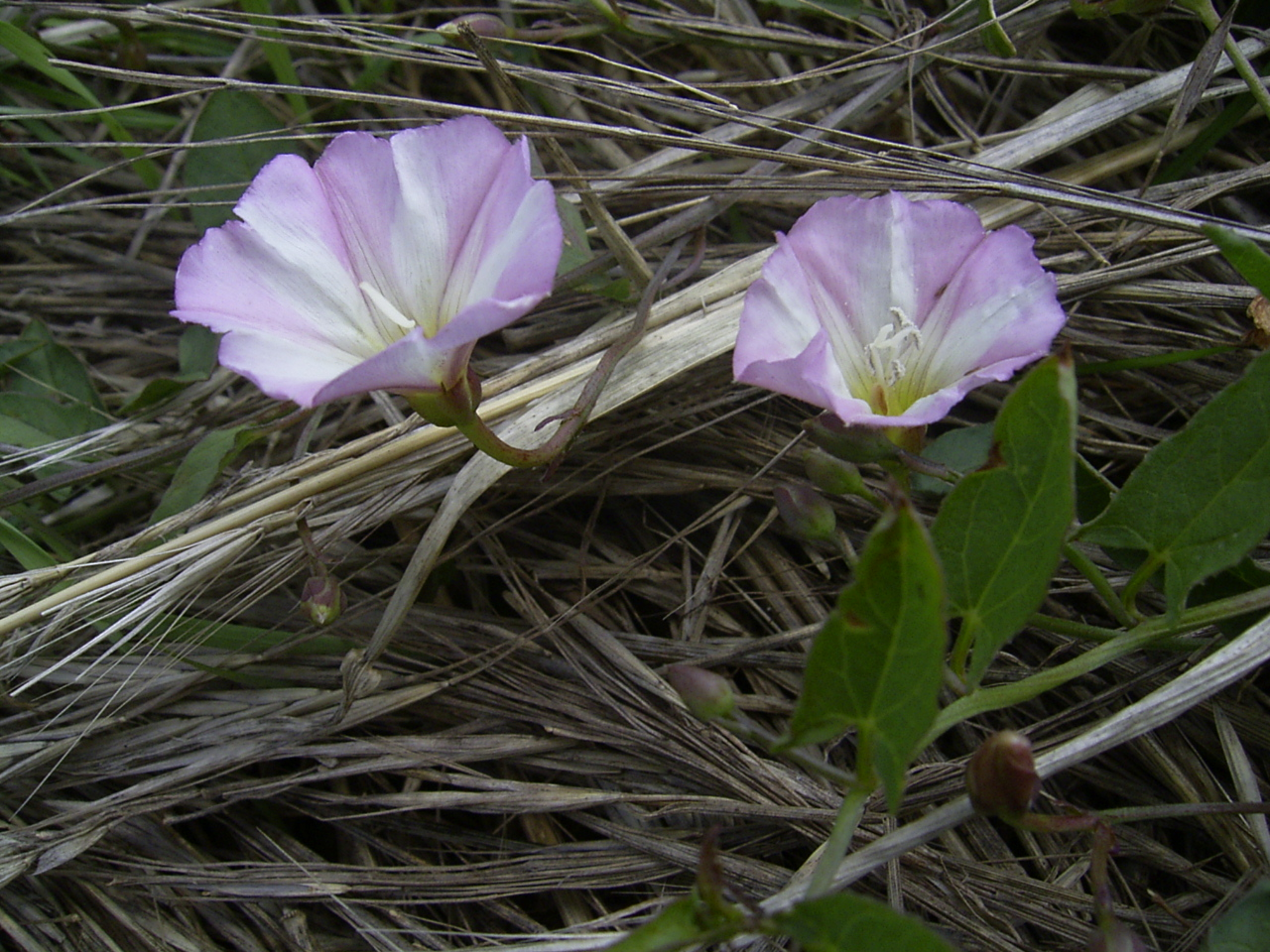
Convolvulus arvensis

La corretjola, corretjola de conradís, corriola o campaneta (Convolvulus arvensis) és una planta de la família Convolvulaceae (la família del moniato) i del gènere Convolvulus.

## Distribució
Té una distribució pràcticament cosmopolita, ja que no és gaire exigent pel que fa al clima ni a les condicions del sòl. Originària d'Europa i Àsia, s'ha introduït a l'Amèrica del Nord i del Sud. Està generalitzada a tots els Països Catalans.
És una mala herba molt freqüent. És una planta ruderal que creix en erms i terrenys degradats o alterats; també forma part de la vegetació espontània forestal.

## Descripció

Corretjoles dominants a l'estiu a Castelltallat

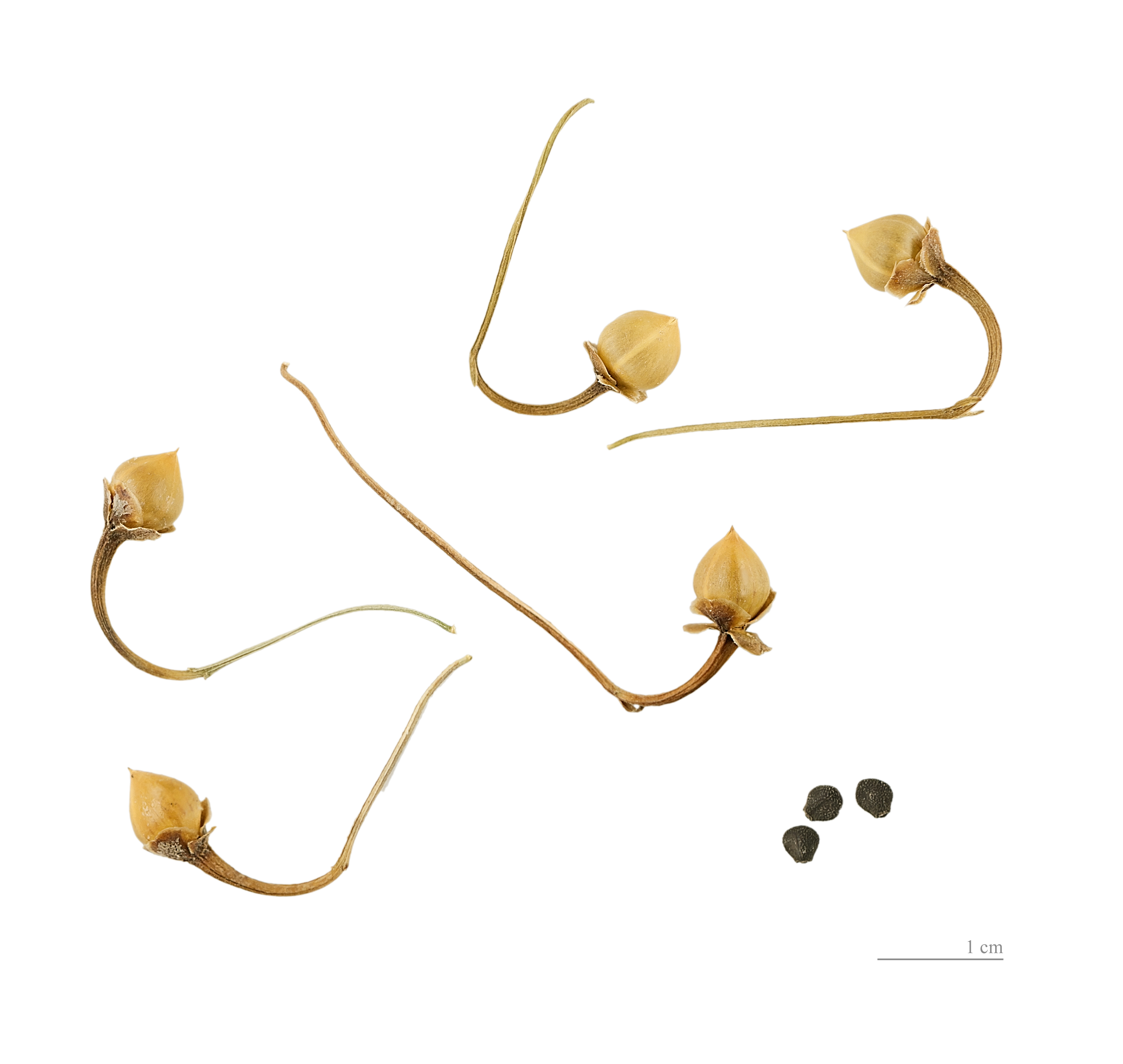
Convolvulus arvensis

És una herba vivaç amb tiges i pecíols volubles que s'estenen per terra o s'enfilen per qualsevol suport. Les fulles són alternes, simples i amb forma de punta de llança. Les flors tenen els pètals soldats formant una campana de color blanc, rosat o amb estries d'aquests dos colors. El fruit és una càpsula arrodonida.

## Danys
Ocupa molt fàcilment grans superfícies i s'enreda a les plantes i les debilita, ja que els fa la competència per la llum, l'aigua i els nutrients. Quan ha crescut molt, la gran massa de tiges i fulles pot dificultar o impedir la recol·lecció mecànica. La corretjola és molt susceptible de ser envaïda pel fong de l'oidi i pot encomanar aquesta malaltia a les plantes conreades.

## Control
Amb les llaurades és difícil d'eliminar, perquè, encara que es talli la planta, l'arrel queda a dins de terra i la corretjola rebrota. Amb les tècniques de mínim conreu encara s'estén més. Vol molta feina d'eixarcolar per tenir-la sota control.
L'eruga del borinot gris (Agrius convolvuli) menja voraçment les fulles de corretjola, per això es coneix també com a borinot de les corretjoles.